# Bouna Coundoul
Bouna Coundoul (ur. 4 marca 1982 w Dakarze) – senegalski piłkarz grający na pozycji bramkarza.

## Kariera klubowa
Coundoul uczęszczał na Uniwersytet w Albany i tam też rozpoczął swoją przygodę z piłką nożną. W drużynie uniwersyteckiej występował w latach 2002–2004 i otrzymał m.in. nagrodę dla najlepszego bramkarza w regionie Nowego Jorku. W 2005 roku zgłosił się po niego zespół z Major League Soccer, Colorado Rapids. W 2005 roku nie rozegrał żadnego meczu, a w lidze USA zadebiutował 13 maja 2006 w przegranym 0:1 wyjazdowym spotkaniu z Columbus Crew. W 10. minucie zmienił kontuzjowanego Joego Cannona. Natomiast tydzień później zaliczył swój pierwszy mecz w wyjściowej jedenastce, a Colorado pokonało 1:0 Los Angeles Galaxy. W 2006 roku zaliczył 5 spotkań dla Rapids, ale już w 2007 był podstawowym golkiperem zespołu i wystąpił w 30 meczach swojej drużyny. W 2006 roku zwyciężył z Colorado w Rocky Mountain Cup. Od 2009 roku do 2011 był zawodnikiem Red Bull New York. Następnie grał w fińskim klubie Vaasan Palloseura, cypryjskich klubach Enosis Neon Paralimni i Ethnikos Achna oraz południowoafrykańskim Platinum Stars FC.
| Sezon   | Klub                  | Kraj              | Rozgrywki                 | Mecze | Bramki |
| ------- | --------------------- | ----------------- | ------------------------- | ----- | ------ |
| 2005    | Colorado Rapids       | Stany Zjednoczone | Major League Soccer       | 0     | 0      |
| 2006    | Colorado Rapids       | Stany Zjednoczone | Major League Soccer       | 5     | 0      |
| 2007    | Colorado Rapids       | Stany Zjednoczone | Major League Soccer       | 30    | 0      |
| 2008    | Colorado Rapids       | Stany Zjednoczone | Major League Soccer       | 17    | 0      |
| 2009    | Red Bull New York     | Stany Zjednoczone | Major League Soccer       | 8     | 0      |
| 2010    | Red Bull New York     | Stany Zjednoczone | Major League Soccer       | 27    | 0      |
| 2011    | Red Bull New York     | Stany Zjednoczone | Major League Soccer       | 12    | 0      |
| 2012    | Vaasan Palloseura     | Finlandia         | Veikkausliiga             | 19    | 0      |
| 2012/13 | Enosis Neon Paralimni | Cypr              | Protathlima A’ Kategorias | 5     | 0      |
| 2013/14 | Ethnikos Achna        | Cypr              | Protathlima A’ Kategorias | 32    | 0      |
| 2014/15 | Ethnikos Achna        | Cypr              | Protathlima A’ Kategorias | 14    | 0      |
| 2014/15 | Platinum Stars FC     | Południowa Afryka | Premier Soccer League     | 0     | 0      |
| 2015/16 | Platinum Stars FC     | Południowa Afryka | Premier Soccer League     | 7     | 0      |

## Kariera reprezentacyjna
W reprezentacji Senegalu Coundoul zadebiutował w 2007 roku. W 2008 roku został powołany przez Henryka Kasperczaka do kadry na Puchar Narodów Afryki 2008.